# Kasteel van Relegem

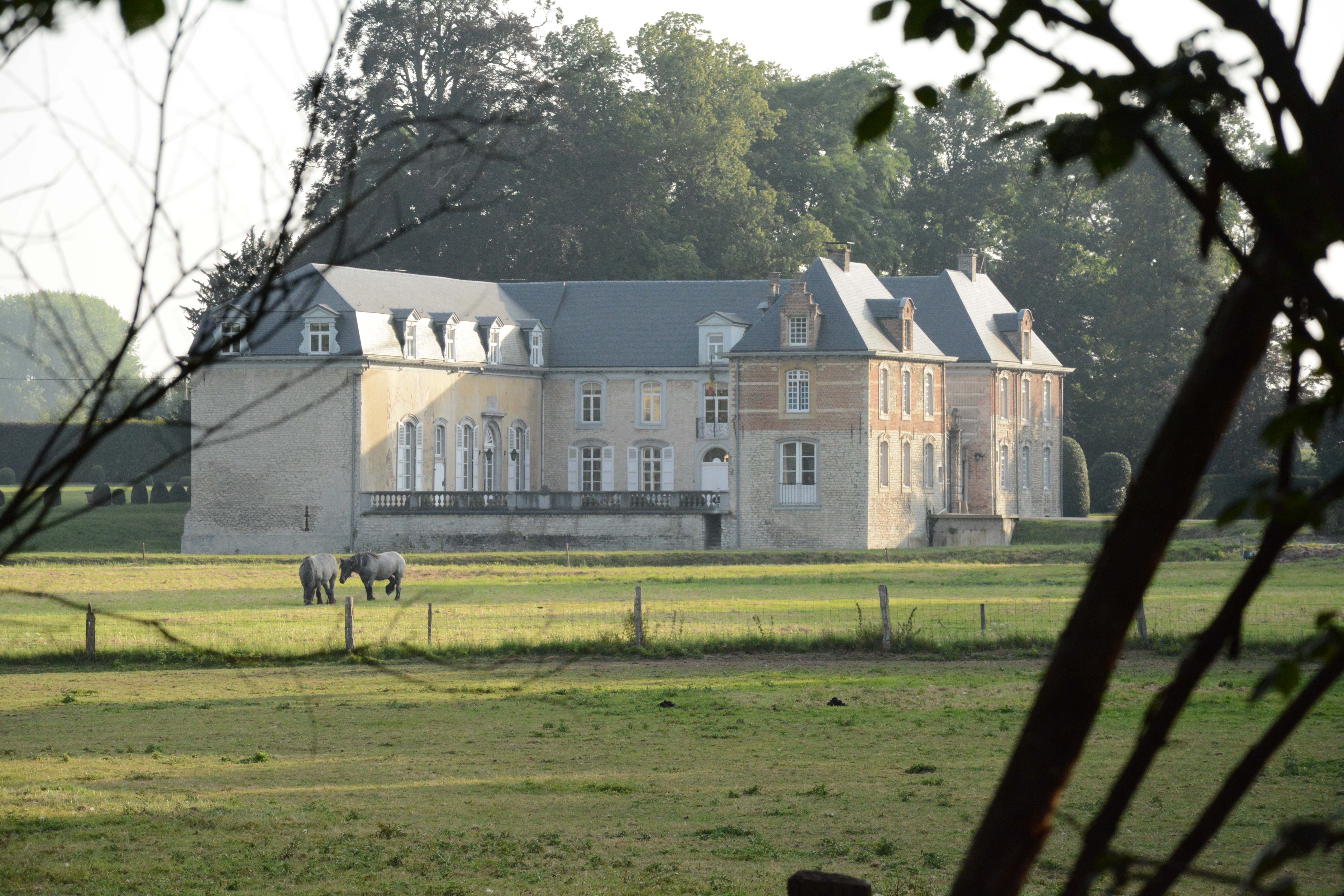
Het kasteel van Relegem

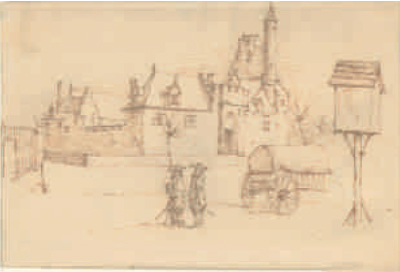
Tekening van het kasteel van Relegem door Constantijn Huygens jr. uit 1676

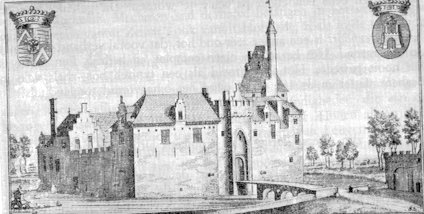
Een duidelijkere tekening van het kasteel van Relegem uit 1694

Het Kasteel van Relegem is een eeuwenoud kasteel in het noorden van de gemeente Zemst.

## Geschiedenis
De oorsprong van het kasteel gaat vermoedelijk terug tot de Frankische tijd en had oorspronkelijk een militaire functie. Het was een belangrijke post tussen de landen van Mechelen, Grimbergen en Rumst. De toenmalige heren namen actief deel in het politieke en militaire leven van Brabant. Het huidige kasteel werd gebouwd in de 15e eeuw. 
De eerste gekende eigenaar was Hendrik van Ophem (afkomstig uit Relegem). In de middeleeuwen was het in het bezit van de familie Berthout en vanaf 1450 van de familie Carondelet. Op 21 april 1676 was Constantijn Huygens jr. er gelegerd met het Staatse leger en maakte hij in zijn persoonlijk dagboek een tekening van het kasteel. Tijdens de Franse inval van 1747 lag het er vervallen bij maar het werd niet veel later verbouwd door graaf de Baillet, het verloor daardoor wel zijn uitzicht als oninneembare vesting. 

## Ligging
Het kasteel ligt ten westen van de Zenne en diens weilanden, ten oosten van het domein stroomt ook de Leibeek en langs de westkant wordt het domein afgebakend door de Hoogstraat (Zemst-Hombeek).

## Uitzicht
Het kasteel van Relegem is een omgracht waterkasteel. Langs de noordwestelijke zijde is de gracht onderbroken en ze heeft dus een ongelijke U-vorm.

### Tot late 18e eeuw
- Noordoostelijke zijde : een gekanteelde omwalling met een ingang bereikbaar via ophaalbrug.
- Zuidwestelijke zijde: een uitstekende donjon onder een tentdak, geflankeerd door een hoge spietoren.
- Zuidoostelijke zijde: de woonvleugel (vermoedelijk)
- Noordwestelijke zijde: een gekanteelde muur als afsluiting van de binnenplaats

### Veranderingen in 18e eeuw
Deze algemene aanleg werd tot op heden gerespecteerd, maar de gebouwen werden echter aangepast aan de heersende Franse classicistische smaak van het midden en de tweede helft van de 18e eeuw. De aanpassingen:
- De burcht werd ontmanteld,
- Het poortgebouw, de donjon en de gekanteelde omheiningsmuur werden afgebroken,
- De ophaalbrug werd afgebroken: de gracht werd gedempt vóór het nieuwe smeedijzeren hek, zodat de beplaveide binnenplaats nu onmiddellijk bereikbaar werd.
- De gevels aan de binnenplaats en grachtzijden en ook de dakbedekking werd aangepast in functie van de nieuwe woon- en leefstijl.

Van de vroegere versterkte burcht zou men duidelijk een meer verfijnde en riante residentie maken, waarin de voorkeur voor symmetrische en axiale opstellingen zo goed mogelijk werd toegepast.

## Bekende bewoners
- Jan van Releghem, Brussels hoogwaardigheidsbekleder in de 14e eeuw
- Jan II Carondelet, lid van de Grote Raad van Mechelen
- De graven van Ternat (Ter Nath), leden van de Grote Raad van Mechelen

## Trivia
- De prins van Oranje was in de 17e eeuw op het kasteel om te praten over oorlogszaken.
- De familienaam Van Releg(h)em is overgeërfd van de eerste kasteelheren, die de heerlijkheid Releghem bezaten (later opgeslorpt door de baronie van Rivieren). Zij waren een vertakking van de familie van Craeynem en van Bouchout. Margaretha van Releghem verkocht de heerlijkheid aan de heer van Bouchout in 1374.